# Spaulding Manufacturing Company

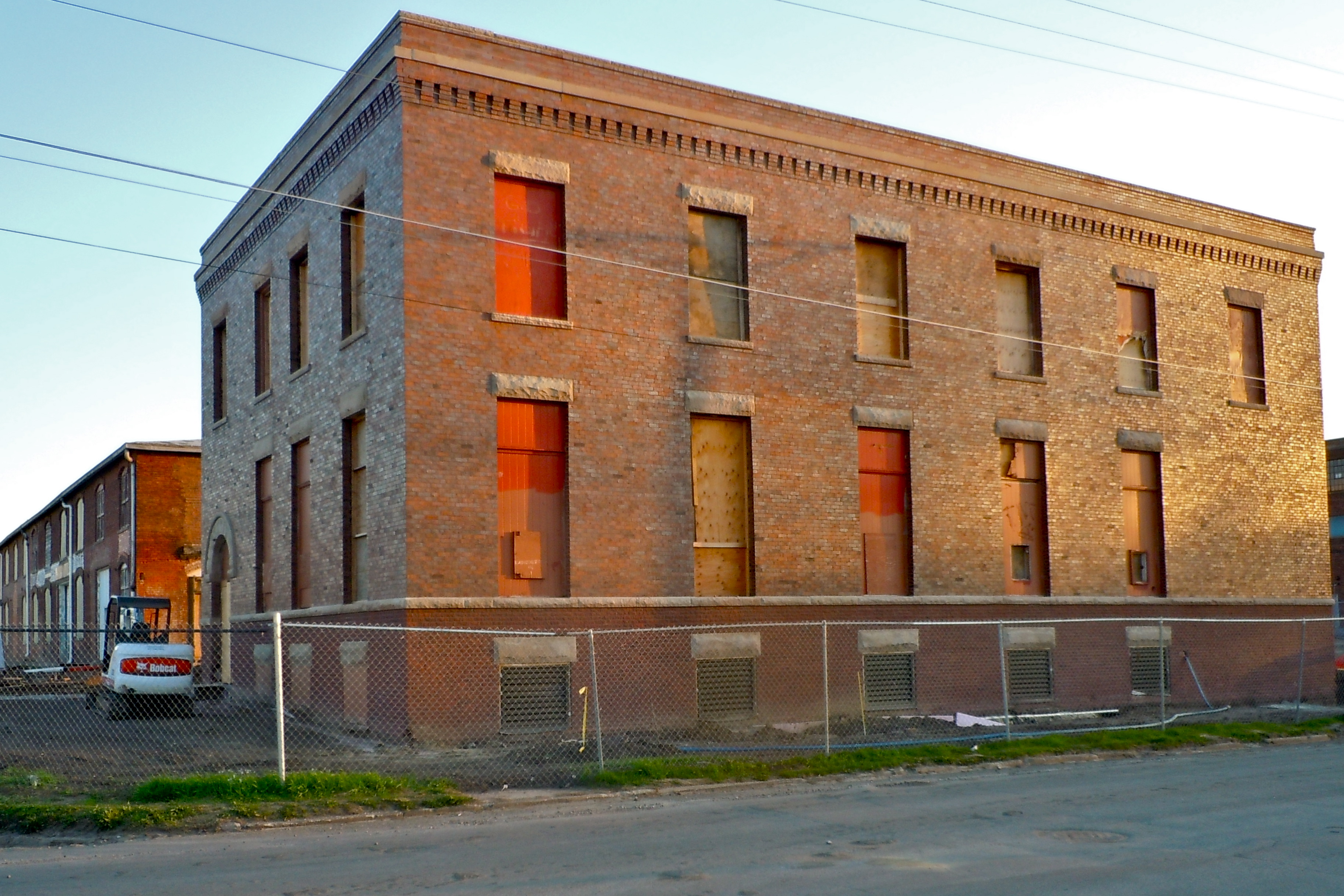
Gebäude

Spaulding Manufacturing Company war ein US-amerikanischer Hersteller von Fahrzeugen.

## Unternehmensgeschichte
Henry W. Spaulding gründete 1876 das Unternehmen in Grinnell in Iowa. Er stellte Kutschen her. Später traten seine Söhne Frederick E. und Ernest H. ins Unternehmen ein. 1910 begann die Produktion von Automobilen. Der Markenname lautete Spaulding. 1916 endete die Produktion von Kraftfahrzeugen. Danach entstanden Aufbauten für Nutzfahrzeuge und Straßenmaschinen in den 1920er Jahren.
In einem erhalten gebliebenen Gebäude wurde in den 2010er Jahren das Iowa Transportation Museum eröffnet, das neben  anderen Dingen einen Pkw von Spaulding ausstellte.
Es gab keine Verbindung zur Spaulding Automobile & Motor Company, die ein paar Jahre vorher ebenfalls Personenkraftwagen der Marke Spaulding herstellte.

## Kraftfahrzeuge
Alle Fahrzeuge hatten einen Vierzylindermotor. Zunächst kam er von der Rutenber Motor Company und ab 1914 von Buda.
1910 gab es Model C und Model D. Ihr Motor leistete 30 PS. Das Fahrgestell hatte 284 cm Radstand. Zur Wahl standen Tourenwagen mit fünf Sitzen, Pony Tonneau mit vier Sitzen und Roadster mit 3 Sitzen.
1911 kamen für das Model C ein zweisitziger Roadster und ein fünfsitziger Tourenwagen mit vorderen Türen dazu. Beim Model D wurde die Motorleistung auf 40 PS erhöht und der Radstand auf 310 cm verlängert. Überliefert sind fünfsitzige Tourenwagen, auch mit vorderen Türen, viersitziger Pony Tonneau und zweisitziger Roadster.
1912 beschränkte sich die Karosserieauswahl beim Model C wieder auf das Angebot von 1910. Daneben gab es das Model E. Sein Motor war mit 35/40 PS angegeben. Der Radstand betrug 297 cm. Das Fahrzeug war nur als Tourenwagen mit fünf Sitzen erhältlich.
1913 standen zwei Modelle im Sortiment. Beide hatten einen 40-PS-Motor und 305 cm Radstand. Model G war als dreisitziger Roadster und als fünfsitziger Tourenwagen erhältlich. Model H war ein Roadster mit zwei Sitzen.
1914 gab es nur noch das Model H. Nun war es als fünfsitziger Tourenwagen karosseriert.
1915 ergänzte ein Sleeping Car die zur Verfügung stehenden Aufbauten. Es war eine Frühform eines Wohnmobils. Die vorderen Sitze konnten umgeklappt werden und bildeten dann ein Bett.
1916 war das Model H als fünfsitziger Tourenwagen und dreisitziger Roadster erhältlich.

## Modellübersicht
| Jahr | Modell  | Zylinder | Leistung (PS) | Radstand (cm) | Aufbau |
| ---- | ------- | -------- | ------------- | ------------- | --- |
| 1910 | Model C | 4        | 30            | 284           | Tourenwagen 5-sitzig, Pony Tonneau 4-sitzig, Roadster 3-sitzig                                              |
| 1910 | Model D | 4        | 30            | 284           | Tourenwagen 5-sitzig, Pony Tonneau 4-sitzig, Roadster 3-sitzig                                              |
| 1911 | Model C | 4        | 30            | 284           | Roadster 2-sitzig und 3-sitzig, Tourenwagen 5-sitzig, Pony Tonneau 4-sitzig, Fore-Door Tourenwagen 5-sitzig |
| 1911 | Model D | 4        | 40            | 310           | Tourenwagen 5-sitzig, Pony Tonneau 4-sitzig, Fore-Door Tourenwagen 5-sitzig, Roadster 2-sitzig              |
| 1912 | Model C | 4        | 30            | 284           | Tourenwagen 5-sitzig, Pony Tonneau 4-sitzig, Roadster 3-sitzig                                              |
| 1912 | Model E | 4        | 35/40         | 297           | Tourenwagen 5-sitzig                                                                                        |
| 1913 | Model G | 4        | 40            | 305           | Roadster 3-sitzig, Tourenwagen 5-sitzig                                                                     |
| 1913 | Model H | 4        | 40            | 305           | Roadster 2-sitzig                                                                                           |
| 1914 | Model H | 4        | 40            | 305           | Tourenwagen 5-sitzig                                                                                        |
| 1915 | Model H | 4        | 40            | 305           | Tourenwagen 5-sitzig, Sleeping Car                                                                          |
| 1916 | Model H | 4        | 40            | 305           | Tourenwagen 5-sitzig, Roadster 3-sitzig                                                                     |

## Produktionszahlen
| Jahr  | Produktionszahl |
| ----- | --------------- |
| 1910  | 70              |
| 1911  | 157             |
| 1912  | 300             |
| 1913  | 300             |
| 1914  | 300             |
| 1915  | 300             |
| 1916  | 54              |
| Summe | 1481            |

Quelle: